# Andrzej Szczypiorski

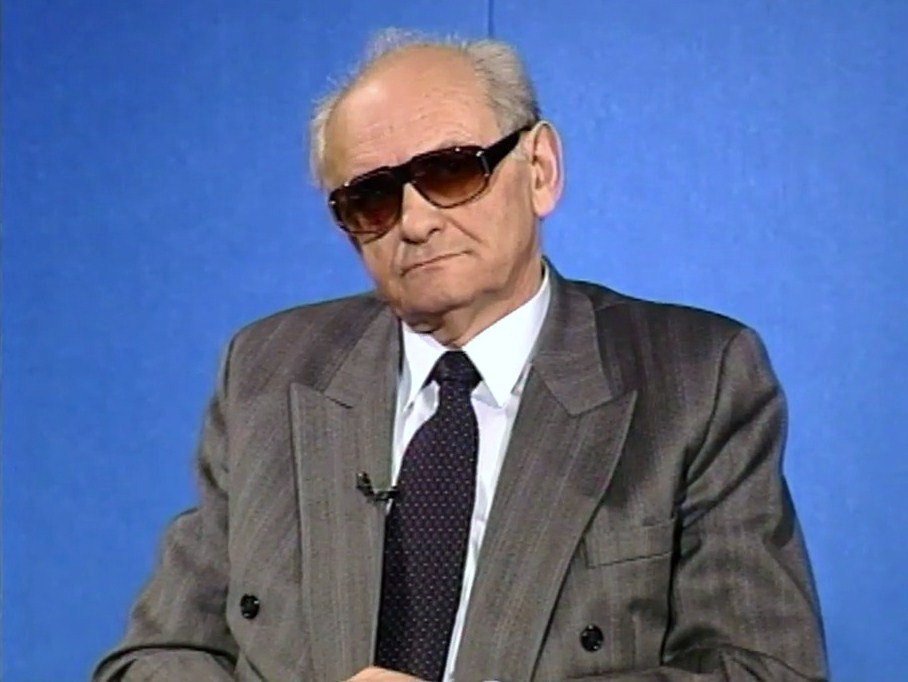
Andrzej Szczypiorski (1994)

Andrzej Szczypiorski ['andʒɛɪ̯ ʃʧɨ'pʲɔrski] anhörenⓘ, Pseudonym Maurice S. Andrews (* 3. Februar 1928 in Warschau; † 16. Mai 2000 ebenda) war ein polnischer Schriftsteller, der nicht nur durch sein literarisches, sondern auch durch sein politisches Engagement Bedeutung erlangte.

## Leben

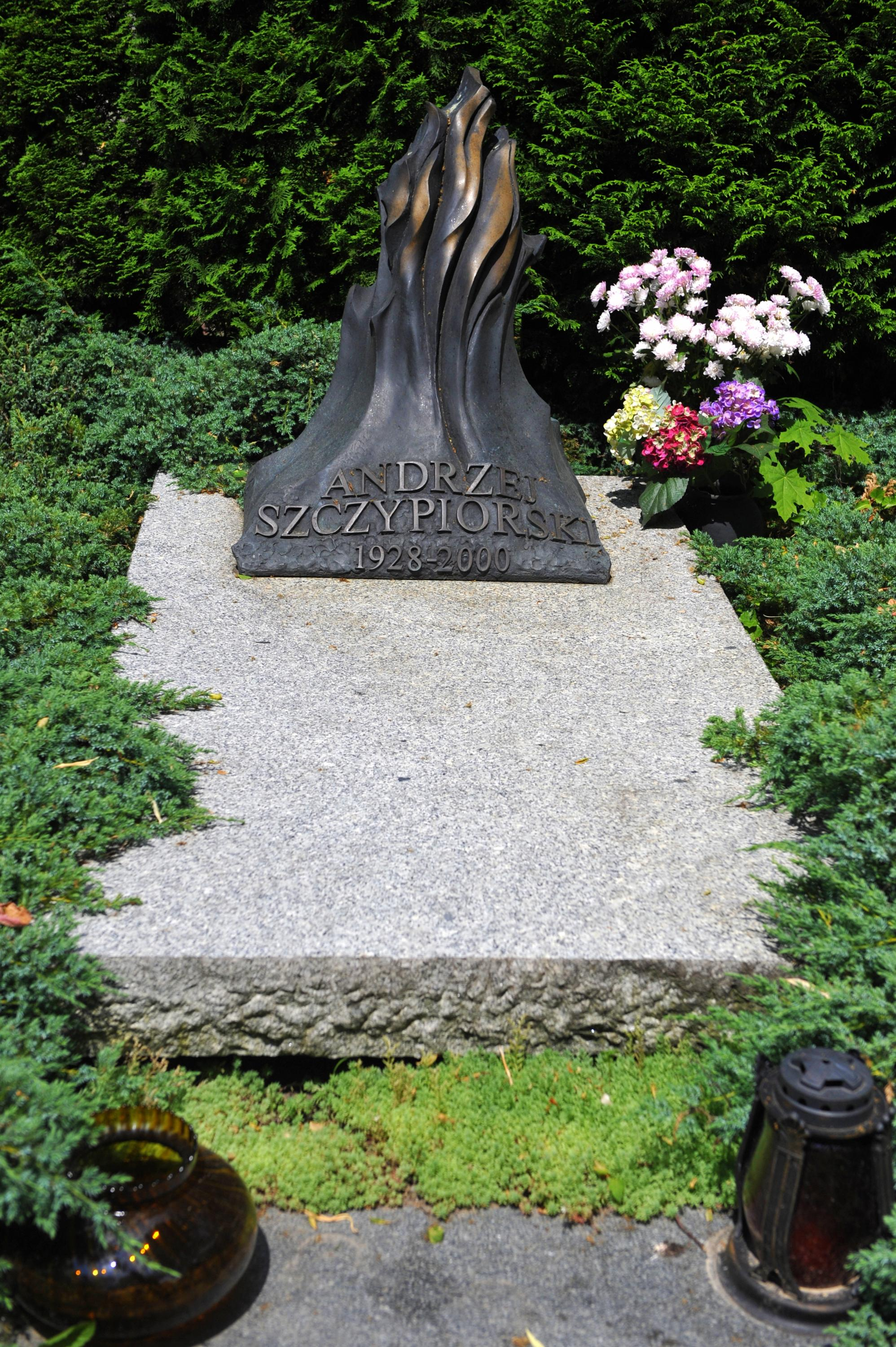
Szczypiorskis Grab in Warschau

Andrzej Szczypiorski war der Sohn von Adam Szczypiorski, einem politischen Aktivisten, Historiker und Mathematiker, und Jadwiga geb. Epsztajn. Szczypiorski hatte eine Schwester Wiesława (1924–1945).
Szczypiorskis Werk erklärt sich aus seinem Lebensweg: Aufgewachsen in einer vom Bildungsbürgertum geprägten Familie, erlebte er als 15-Jähriger, wie Deutsche Polen besetzten. Während dieser Zeit studierte er an der Untergrunduniversität, die sein Vater Adam, ein sozialistischer Historiker und Mathematiker, mitorganisierte. 1944 nahm Andrzej Szczypiorski am Warschauer Aufstand teil, wurde mit seinem Vater gefangen genommen und im deutschen Konzentrationslager Sachsenhausen interniert. Seine Schwester kämpfte auch in der Untergrundarmee.
Nach dem Krieg arbeitete er zunächst als Journalist, 1955 begann er seine literarische Tätigkeit. Unter dem Pseudonym Maurice S. Andrews schrieb er einige Kriminalromane. Ab 1977 veröffentlichte er zunehmend in Oppositionszeitungen und war in dem oppositionellen Komitee zur Verteidigung der Arbeiter aktiv, was nach Ausrufung des Kriegsrechts im Dezember 1981 zu seiner zeitweiligen Internierung in einem kommunistischen Internierungslager führte.
Nach der politischen Wende in Polen 1989 bekleidete er als Vertreter der Unia Demokratyczna bis 1991 das Amt eines Senators in der zweiten Kammer des polnischen Parlaments. 1989 wurde ihm der Nelly-Sachs-Preis und 1995 der Andreas-Gryphius-Preis verliehen. Bis zu seinem Tode im Jahr 2000 äußerte er sich immer wieder zur politischen und moralischen Entwicklung der Dritten Polnischen Republik.
Die jüngsten Forschungen des polnischen Institutes für Nationales Gedenken (IPN), das sich mit der Aufarbeitung der Geschichte der kommunistischen Herrschaft in Polen befasst, haben erbracht, dass Szczypiorski ab 1955 mit dem polnischen Staatssicherheitsdienst Służba Bezpieczeństwa zusammenarbeitete. Die Details dieser Zusammenarbeit wurden im Film von Grzegorz Braun Errata do biografii (Korrektur zur Biographie) aus dem Jahr 2007 vorgestellt.

## Werk
Seine mit vielen Leiden verbundenen Erlebnisse während des Weltkrieges verarbeitete Andrzej Szczypiorski in seinen Werken, wobei er einen besonderen Schwerpunkt auf seine Heimatstadt Warschau legte. Das Warschau der Vorkriegszeit erscheint als die schöne – auch vom Judentum geprägte – Vergangenheit, die dann von der deutschen Besatzungsmacht zerstört wurde. Da Gott in dieser Zeit nicht eingegriffen habe, schloss er auf die grundsätzliche Abwesenheit Gottes in der Geschichte. Szczypiorski setzte sich schon früh für die deutsch-polnische Aussöhnung ein, da er – tief mit der deutschen Literatur verbunden – die Deutschen, die er als Unterdrücker und Mörder erlebt hatte, nicht nur verurteilte. 1990 wurde er mit dem Kunst- und Kulturpreis der deutschen Katholiken ausgezeichnet, 1995 erhielt er für seine Bemühungen um die Aussöhnung zwischen Deutschen und Polen das Große Verdienstkreuz mit Stern der Bundesrepublik Deutschland. 1998 war er Dozent im Rahmen der Tübinger Poetik-Dozentur.
Andrzej Szczypiorskis bekanntestes Werk ist der 1986 erschienene Roman Początek (deutsch: Der Anfang), der in Deutschland unter dem Titel Die schöne Frau Seidenman veröffentlicht wurde. In Polen verboten, entdeckte der Übersetzer Klaus Staemmler das Buch in einem polnischen Exilverlag in Paris, doch alle Versuche bei deutschen Verlagen scheiterten – das Thema sei unverkäuflich. So erschien der Roman 1988 im Diogenes Verlag in Zürich. Hier schildert Szczypiorski verschiedene Schicksale – von Opfern und Tätern – in den Jahren von 1941 bis 1943 in Warschau in kleinen, unabhängig voneinander stattfindenden Episoden. Dabei wirkt er keineswegs moralisierend oder schuldzuweisend, auch versäumt er es nicht, Brücken in die Gegenwart zu schlagen und das Verhalten der Protagonisten in der Zukunft, im sozialistischen Polen zu hinterfragen. So wird die jüdische Heldin, die den Krieg überlebt, 1968 selbst Opfer antisemitischer Politik polnischer Kommunisten.
Eine Messe für die Stadt Arras ist der Titel seines 1971 erschienenen Romans über die Ereignisse, die sich in Arras zwischen etwa 1458 und 1461 zutrugen. Sowohl durch die an der Pest verzweifelnden Bürger als auch durch den folgenden religiösen Fanatismus gehen zeitweilig alle moralischen Maßstäbe verloren und führen zu Judenpogromen, Kannibalismus, Hexenprozessen, Mord und Totschlag, rechtlicher Willkür und privaten Abrechnungen. Der fürstbischöfliche Stadtherr stellt schließlich die Ordnung mit sehr milden Strafen für die plebejischen Ratsherren wieder her, die nicht nur Täter, sondern auch Opfer eines christlichen Fundamentalisten sind.
Im letzten Roman Feuerspiele (2000) geht es um eine Kunstausstellung im fiktiven Bad Kranach, die ein Exilrusse, ein US-Großindustrieller und sein ungarischer Assistent organisieren, um einen großen Versicherungsbetrug mittels eines Feuers zu machen. Kunstexperten aus der ganzen Welt sind angekündigt. Doch auch ein Deutscher mit unrühmlicher Vergangenheit und ein Pole Jan sind eingebunden und tragen zum Panorama bei, in dem die ganze erlittene europäische Geschichte in Rückblenden erscheint.

## Wirkung
Seit 2000 wird von der Polska Fundacja Dzieci i Młodzieży, deren Präsident er war, im Gedenken an ihn der Andrzej-Szczypiorski-Preis (polnisch nagroda im. Andrzeja Szczypiorskiego) vergeben. Er wird an Menschen vergeben, die den größten positiven Einfluss auf ihre soziale Umgebung hatten. Der erste Preis ging 2000 an Marzena Łotys, die Präsidentin von Stowarzyszenie „Edukacja Inaczej“.
Im Oktober 2006 wurde mit dem Haus Szczypiorski in unmittelbarer Nähe zum KZ Sachsenhausen eine internationale Jugendbegegnungsstätte eröffnet, die sich die Begegnung und Verständigung mit Polen zum Hauptziel gesetzt hat. Das Haus Szczypiorski befindet sich in der ehemaligen Dienstvilla von SS-Offizier Theodor Eicke, der verschiedene leitende Positionen in Konzentrationslagern ausübte.

## Bibliographie
Die deutschsprachigen Ausgaben wurden alle im Diogenes Verlag, Zürich, publiziert. Unten sind die aktuellen ISBN angeführt.
- Eine Messe für die Stadt Arras (erschienen 1971, dEA 1979). Aus dem Polnischen von Karin Wolff. Zürich 2000, ISBN 978-3-257-22414-6.
- Die schöne Frau Seidenman. Zürich 1988, ISBN 978-3-257-21945-6.
- Amerikanischer Whiskey. Zürich 1989, ISBN 978-3-257-22415-3.
- Notizen zum Stand der Dinge. Zürich 1990, ISBN 978-3-257-22565-5.
- Nacht, Tag und Nacht. Zürich 1991, ISBN 978-3-257-22635-5.
- Der Teufel im Graben. Zürich 1993, ISBN 978-3-257-22739-0.
- Selbstporträt mit Frau. Zürich 1994, ISBN 978-3-257-22871-7.
- Den Schatten fangen. Zürich 1995, ISBN 978-3-257-22789-5.
- Europa ist unterwegs. Essays und Reden, Zürich 1996, ISBN 978-3-257-06123-9.
- Feuerspiele. Zürich 2000, ISBN 978-3-257-23327-8.

Anderen Ortes veröffentlicht:
- Festreden zu den Europäischen Wochen 1995/1996. Europas Geist (zus. mit Pavel Kohout). Passau 1996, ISBN 978-3-9805575-0-4.
- Pistole und Würde. Texte zum 6. Würth-Literaturpreis. Konkursbuch, Tübingen 1999, ISBN 978-3-88769-143-1.

Beiträge (erschienen in):
- Über die Grenzen hinaus. Vierte Vortragsreihe der Handwerkskammer Koblenz. Koblenz 1992, ISBN 978-3-924871-14-7.
- Die kommunistische Versuchung. In: Die Verführungskraft des Totalitären. Saul Friedländer, Hans Maier, Jens Reich und Andrzej Szczypiorski auf dem Hannah-Arendt-Forum 1997 in Dresden (= Hannah-Arendt-Institut für Totalitarismusforschung [Hrsg.]: Berichte und Studien. Nr. 12). Hrsg. von Klaus-Dietmar Henke. Hannah-Arendt-Institut für Totalitarismusforschung, Dresden 1997, ISBN 3-931648-11-7, S. 31–38.

- Hans-Jürgen Heinrichs (Hrsg.): Die Geschichte ist nicht zuende! Gespräche über die Zukunft des Menschen und Europas. Passagen Verlag, Wien 1999, ISBN 978-3-85165-387-8.
- Über Tugend und Werte. Beiträge von Andrzej Szczypiorski, Bozena Choluj und Heinrich Olschowsky. Lang, Frankfurt am Main 2002, ISBN 978-3-631-39541-7.